# Aaron Hunt
Aaron Hunt (nascut el 4 de setembre de 1986 en Goslar) és un futbolista alemany que actualment juga pel Werder Bremen.